# Florentina Holzinger
Florentina Holzinger, född 1986 i Wien, är en österrikisk koreograf, teaterregissör och performancekonstnär, i första hand hemmahörande i Nederländerna. Hon är känd för sina provokativa och gränsöverskridande dansverk, där hon bland annat utforskat paralleller mellan konservativa institutioner och sexuella subkulturer. Verken presenterar nakenhet, kvinnligt utforskande av egenmakt, identitet och fysiskt extrema uttryck men hämtar också inspiration från olika klassiska eller modernistiska verk inom teater, dans och litteratur.
2024 presenterades Holzingers första egna opera Sancta, baserad på Paul Hindemiths Sancta Susanna.

## Biografi

### Bakgrund
Holzinger är dotter till en apotekare och en advokat. Som barn döptes och konfirmerades hon i den katolska tron, men i vuxen ålder lämnade hon kyrkan för att "undvika kyrkoskatten".
Därefter inledde hon studier till arkitekt, studier som hon avbröt på grund av ointresse för allt "skrivbordsarbete". 2008 erhöll hon det europeiska Danceweb-stipendiet, tre år senare Wiens Impultanz-stipendium.
Efter det studerade hon koreografi vid Akademin för teater och dans vid Amsterdamse Hogeschool voor de Kunsten. Hennes examensarbete Silk belönades 2012 med Priz Jardin d'Europe vid Impulstanz-festivalen.

### Tidiga verk
Sedan inledde Holzinger ett samarbete med den nederländske koreografen Vincent Riebeek. Tillsammans skapade de trilogin Kein Applaus für Scheiße ('Inga applåder för skit', 2012), Spirit (2012) och Wellness (2013). Föreställningarna sades lyfta fram "sällan förverkligade kopplingar mellan obscenitet, skönhet, provokation, affektion, avsmak och intimitet".
2015 arbetade hon på nytt med Riebeek, i samband med föreställningen Schönheitsabend. Här utgick man från baletten Shéhérazade (1910) av Michel Fokine, liksom den exotism som i början av 1900-talet ledde till "återuppfinnandet" av dansen som konstform. Samma år presenterades soloföreställningen Recovery, en konstnärlig bearbetning av hennes skada efter ett tremeters fall under en norsk uppsättning av Silk. Titeln på stycket hämtades från rapparen Eminems sjunde studioalbum med samma namn.
Holzinger var därefter 2016 en av upphovspersonerna för webbserien Body and Freedom, inspelad under Foreign Affairs-festivalen. Hon deltog 2017 på festivalen Something Raw i Amsterdam, där hon bland annat fungerade som en av kuratorerna för symposiet Postdance/Porn.

### Sena 2010-talet
Holzingers produktioner och en stor mängd soloprojekt för stora ensembler, är också ibland inspirerade av teman ur klassisk balett. Hennes Apollon Musagète XL (2017) hämtade inspiration från Balanchines och Stravinskijs balettverk Apollo Musagète från 1928. När verket 2020 sattes upp vid NYU Skirball på Manhattan i New York kallades den en "feminist freak show" av The New Yorker, på grund av en scenensemble som helt bestod av nakna kvinnor och där Apollon var en mekanisk tjur som de red för att nå njutning; Balanchines originalverk innehåller en manlig "gud" och tre kvinnliga "muser". I föreställningen förekom även lekfull självstympning, användande av dildo och lek med avföring.
2018 bidrog hon till den svenska Moderna dansteaterns evenemang Destruction Lab. Verksamhetsåret 2018/2019 verkade hon som artist-in-residence i franska Arles, och 2019 samarbetade hon bland annat med det flamländska konstcentret De Singel kring det storskaligt uttryckta och prisbelönta performance-verket Tanz. Till detta sistnämnda verk kom inspirationen från baletten Sylfiden (1832) av den franske kompositören Jean Schneitzhoeffer, men i utförandet även som en kritik av det västerländska konsumtionssamhället. I Springback Magazine beskrevs föreställningen som ett sylfidernas drömspel i stuntscener.

### Tidiga 2020-talet
För Ruhrtriennalen skapade Holzinger 2021 en "megaloman" A Divine Comedy, titelmässigt inspirerad av Dantes gudomliga komedi. Föreställningen, som åtföljdes av en åldersrekommedation på 16 år, inkluderade en märkbar mängd nakenhet och onani, samt referenser till slasherfilm och slapstick.
2023 producerades Ophelia's Got Talent på Volksbühne Berlin, där Holzinger hade inlett en fastare verksamhet två år tidigare. Föreställningen, som framfördes under vatten, omskrevs för sin feministiska behandling av Shakespeares tragiska rollfigur. I verket ville Holzinger visa fram det åskådarna inte vill se, inklusive en hotande klimatkatastrof, krig, misogyni… Utöver Ofelia figurerar i föreställningen ett antal andra kvinnliga kulturella varelser som förknippas med vatten.
2024 är Holzinger artist-in-residence vid Volksbühne Berlin. I augusti samma år presenterade Bergen Kunsthall Havneetyde/Harbour Etude, en storskalig installation med explicita avbildningar av självstympning, piercing, nålar, blod, höga ljud och nakenhet.

### Sancta
Hennes första operaproduktion Sancta, baserad på Paul Hindemiths expressionistiska opera Sancta Susanna från 1920, producerades 2024 som en vandringsföreställning av Staatsoper Stuttgart. Premiärföreställningen ägde rum i maj samma år vid Mecklenburgisches Staatstheater Schwerin, och därefter sattes den upp under Wiener Festwochen i juni. Detta var första gången Holzinger fokuserade på det katolska i sin undersökande verksamhet.
Stor uppmärksamhet fick föreställningen vid uppsättningen i oktober på Staatsoper Stuttgart, där Hindemiths egen operauppsättning drygt 100 år tidigare fått lov att ställas in på grund av sin "blasfemiska" karaktär. Föreställningens osimulerade inslag av piercing, samlag (även här var ensemblen helt kvinnlig) samt både äkta och simulerat blod ledde till stor uppmärksamhet. Efter föreställningen i Stuttgart fick 18 teaterbesökare lov att uppsöka sjukhus på grund av illamående.
Den katolska publikationen Catholic Herald klassade operan som explicit, anti-katolsk och radikalfeministisk (sic!). Även andra har kopplats samman Holzingers starka och vågade kvinnoroller med en radikal feminism. Inför uppsättningen hade "apostaten" Holzinger åter börjat ta del av den katolska mässan, någon hon upplevde som "en extremt postmodern erfarenhet" med ett engagemang kring ritualer som teatermänniskor endast kan drömma om. Holzinger ser den katolska mässan som en plats för att delge illusioner och beskriva förvandlingar, och Sancta blev för henne "ett utforskande av släktskapet mellan en konservativ institution och de till synes gudlösa subkulturerna kring BDSM och kinks.

## Teknik, tematik och mottagande
Holzingers konstnärliga verksamhet handlar mestadels om att undersöka olika former av kvinnlig representation, parat med frågor om det kvinnliga utifrån olika fysiska extremer. Detta innebär ständiga möten mellan "finkultur" och fri underhållning. Det kreativa arbetet går till stor del ut på att utmana och utforska paralleller mellan konservativa institutioner och subkulturer, med inslag av kinks och BDSM, och Holzinger räds inte provokativa inslag. Hennes föreställningar är endast avsedda för vuxna åskådare och omges med olika varningstexter för provokativt eller gränsöverskridande innehåll. Hennes kreativitet gynnas av "friktionen mellan scen och publik".
Dansföreställningarna är ofta en kombination av teater och performance, drivna av hennes intresse av begreppen identitet samt sexuellt och fysiskt gränsöverskridande. Inspiration har bland annat hämtats från Wiens aktionism, kroppskonst, kroppsbyggning, klassisk balett, kabaré och cirkus, och i sitt skapande dekonstruerar hon bit för bit den kvinnliga identiteten. Holzinger ser scenen som en sorts "laboratorium" där tabubelagda handlingar fritt kan utövas. Hon vill lära publiken "vilken slags skam som är nödvändig och vilken som inte är det".
Holzingers verksamhet har setts som både feministisk och performativ. Hon vill i sitt skapande utmana och utforska livet under kapitalismen, där "du kan köpa och skapa din egen kvinnlighet". De starka effekterna väcker också ofta anstöt. I fallet Sancta gäller det bland annat explicit lesbiskt sex, verkligt blod, riktiga sår samt nakna nunnor på rullskridskor.
Däremot är Holzinger inte ensam om att vilja utforska gränserna för konsten på ett naket och kroppsligt sätt i den moderna danskonsten. Hösten 2024 (samtidigt år som Sancta väckte rabalder i Tyskland) visade scenen Elverket i Stockholm Cullbergbalettens avklädda scenföreställning Exposure av grekschweiziska koreografen Alexandra Bachzetsis. Aftonbladets recensent jämförde föreställningen, som innehöll inslag som kroppskonst, striptease och bindande med rep, just med Holzinger. Recensenten påminner också om att nutida koreografer, dansare, kompositörer, scen- och kostymdesigners med flera ofta rör sig obehindrat mellan de olika uttryckten i sitt kulturutövande. Samma höst spelades 303 av slovenske koreografen Matej Kejžar på scenen Weld, medan Rotundan (del av Kungliga Operan), presenterade en föreställning av koreografen Mari Carrasco – i båda fallen förekommer ett DJ-bås och i det ena påminns om David Lynch.

## Privatliv
2018 bodde och verkade Holzinger i Wien och Amsterdam.

## Verk
- Silk (2011)[33]
- Kein Applaus für Scheiße (2011) – med Vincent Riebeek[34][35][36]
- Spirit (2012) – med Vincent Riebeek[37][38]
- Wellness (2013) – med Vincent Riebeek[39][40]
- Recovery (2014) – samproduktion med Theater Frascati och Wien[41]
- Schönheitésabend. Tänze des Lasters, des Grauens und der Extase (2015) – med Vincent Riebeek[42]
- Apollon Musagète (2017)[43][44][45][46][47]
- Insect Train (2018) – med Cecilia Bengolea, skapad för Bouge B-festivalen i deSingel[48]
- TANZ. Eine sylphidische Träumerei in Stunts (2019)[49] – samproduktion med deSingel, Spirit och Tanzquartier Wien, Spring Festival (Utrecht), Theater Rotterdam, Künstlerhaus Mousonturm (Frankfurt), Arsenic (Lausanne), Münchner Kammerspiele, Take Me Somewhere Festival (Glasgow), Beursschouwburg (Brussel), Sophiensaele (Berlin), Frascati Productions (Amsterdam) Theater im Pumpenhaus (Münster), asphalt Festival (Düsseldorf).[50][51]
- Étude for an Emergency. Composition for Ten Bodies and a Car (2020) – Münchner Kammerspiele[52]
- A Divine Comedy (2021) – samproduktion av Tanzquartier Wien, Volksbühne am Rosa-Luxemburg-Platz Berlin, deSingel, Theater Freiburg och Julidans.[53][54]
- Ophelia's Got Talent (2023) – Volksbühne Berlin
- Havneetyde/Harbour Etude (2024), Bergen Kunsthall
- Sancta (2024), produktion av Staatsoper Stuttgart (vandringsföreställning) efter Paul Hindemiths Sancta Susanna